# Phyllis Thaxter
Phyllis St. Felix Thaxter (20 de noviembre de 1919 - 14 de agosto de 2012) fue una actriz estadounidense.
Thaxter trabajó en Broadway en la década de 1930. En 1944 firmó un contrato con la Metro-Goldwyn-Mayer, y debutó con Van Johnson en la película Thirty seconds over Tokyo, ambientada en la Segunda Guerra Mundial. En 1948 interpretó a la hija de un ganadero, junto a Barbara Bel Geddes, en Blood on the Moon. En MGM representó roles de esposa paciente de hombres autoritarios, y cuando, en 1950, se trasladó a Warner Brothers siguió defendiendo, por lo general, el mismo tipo de papeles.
En 1962 se casó con Gilbert Lea, su segundo esposo. Estuvieron casados durante 46 años, hasta la muerte de Lea el 4 de mayo de 2008.
Thaxter murió el 14 de agosto de 2012 en Longwood, Florida, después de una batalla de nueve años contra la enfermedad de Alzheimer.

## Filmografía parcial
- Thirty Seconds Over Tokyo (1944)
- Bewitched (1945)
- Week-End at the Waldorf (1945)
- Tenth Avenue Angel (1946)
- The Sea of Grass (1947)
- Living in a Big Way (1947)
- Blood on the Moon (1948)
- Act of Violence (1948)
- No Man of Her Own (1950)
- The Breaking Point (1950)
- Jim Thorpe -- All-American (1951)
- Fort Worth (1951)
- Springfield Rifle (1952)
- Wagon Train (1959)
- Women's Prison (1955)
- The World of Henry Orient (1964)
- The Invaders (serie de televisión), temporada 2/21, Episodio: "The Peacemaker" (1968)
- Superman (1978)